# Francisco Javier Chica
Pour les articles homonymes, voir Chica.
Francisco Javier Chica Torres, dit Chica (né le 17 mai 1985 à Barcelone), est un footballeur espagnol. Il joue en défense pour le FE Grama.

## Palmarès

### en club
- Espanyol Barcelone
  - Finaliste de la Coupe de l'UEFA : 2007

### en sélection
- Espagne
  - Vainqueur du Championnat d'Europe des moins de 19 ans : 2004